# Campionato albanese femminile di pallavolo
Il campionato albanese femminile di pallavolo è un insieme di tornei pallavolistici per squadre di club albanesi, istituiti dalla FSHV.

## Struttura
- Campionati nazionali:

Superliga: a girone unico, partecipano otto squadre.
Kategoria 1: a girone unico, partecipano cinque squadre.